# Baia Durostorum
La baia Durostorum (in inglese Durostorum Bay) è una baia lunga circa 3,9 km e larga 6,7, situata sulla costa di Oscar II, nella parte orientale della Terra di Graham, in Antartide. La baia si estende tra punta Sandilh, a nord-ovest, e punta Ranyari, a sud-est.  
La baia è parte della più grande insenatura Esasperazione, e al suo interno si getta il ghiacciaio Pequod.

## Storia
L'esistenza della baia Durostorum è stata scoperta in seguito al collasso della piattaforma glaciale Larsen B, avvenuto nel 2002, ed al conseguente ritiro del ghiacciaio Pequod. La baia è stata poi così battezzata dalla Commissione bulgara per i toponimi antartici in onore dell'antica città di Durostorum, oggi Silistra, nella Bulgaria nord-orientale.